# Recorrido de la antorcha olímpica de los Juegos Olímpicos de Londres 1948

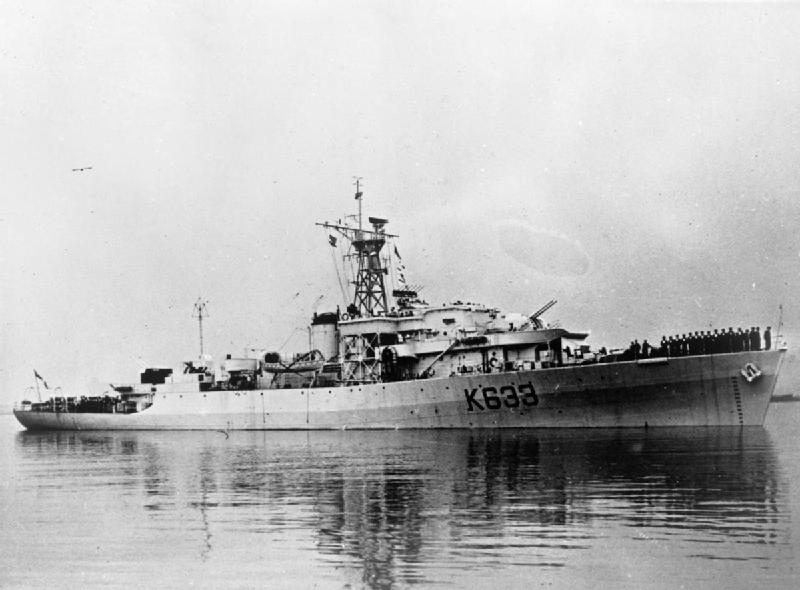
El HMS Whitesand Bay llevó la antorcha de Corfú a Italia.

El recorrido de la antorcha para los Juegos Olímpicos de Londres 1948 se llevó a cabo del 17 al 29 de julio de ese año. Conocido como el «relevo de la paz», representó la segunda ocasión, después de Berlín 1936, en que se celebraba un relevo de la antorcha olímpica.

## Relevo

### Antorcha

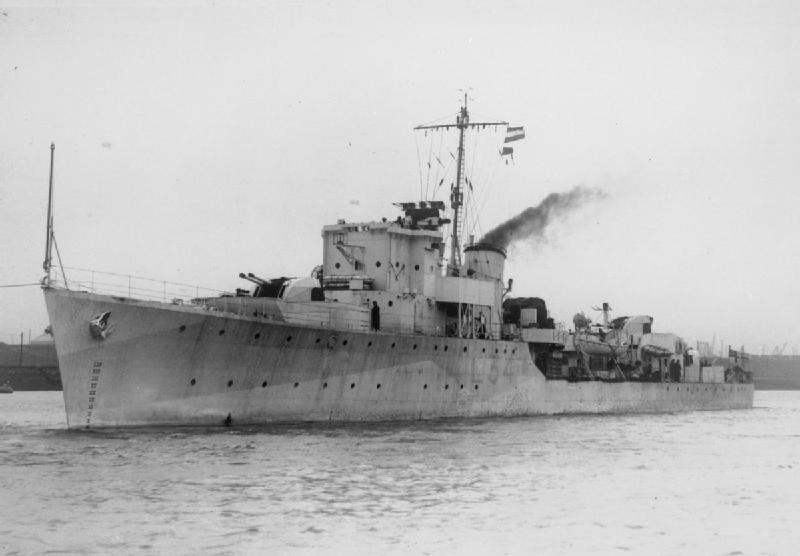
El HMS Bicester llevó la antorcha a través del Canal de la Mancha a Dover.

En septiembre de 1946, el comité organizador determinó hacer un recorrido de antorchas similar al efectuado para los Juegos Olímpicos de Berlín 1936. Para ello solicitó ayuda al Departamento de Investigaciones Científicas e Industriales de Reino Unido para el diseño de la antorcha olímpica; luego de una serie de pruebas, se determinó que el mejor combustible era una combinación de hexametilentetramina —«proporciona una llama no luminosa»— y 6 % de naftalina —«para hacer visible la llama en todos los climas»—. La Estación de Investigación de Combustible del Departamento también se encargó de desarrollar prototipos de antorcha, que probaron corredores de los South London Harriers y del Royal Naval College de Greenwich.

Siete tabletas están contenidas en un cilindro metálico perforado, separadas por un cubierta de tres tabletas inferiores. A medida que las primeras se queman, las inferiores pasan hacia la zona de combustión gracias a un resorte. Para facilitar el encendido, Wessex Aircraft Engineering [...] proporcionó una tableta compuesta de nitrato, que se introdujo en la parte superior del paquete de combustible. Un mecha para rápida ignición sobresale del recipiente perforado. [...] Las tabletas de combustible se mantienen contenidas en una cubierta de nitrato de celulosa [...] Luego de encenderse, esa cubierta se quema inmediatamente sin dejar residuos de carbono. El cilindro metálico perforado también está tapado y sellado con cinta adhesiva, ambas precauciones consideradas necesarias para preservar el combustible y evitar cualquier riesgo de ignición accidental.

La Estación condujo las pruebas a inicios de 1947; el combustible elegido permitió que cada relevista corriera unos tres kilómetros de terreno plano y así reducir el número de antorchas necesarias. Se determinó que el mínimo de tiempo que podría mantenerse encendida una antorcha era de quince minutos. Con el prototipo terminado se invitó a Ralph Lavers para que diseñara un contenedor —según el comité organizador, el diseño debía ser «barato y fácil de producir, de buena apariencia y un buen ejemplo de la habilidad británica»— y un mango alargado de aluminio que lo soportara. El producto final tuvo un largo de 40.5 centímetros y la inscripción «Olympia to London with thanks to the bearer XIVth Olympiad 1948» y el símbolo olímpico. Para el último tramo del recorrido, en el Estadio de Wembley, Lavers también diseñó una antorcha de acero y se usó magnesio para producir una llama luminosa y que se mantuviera encendida por unos diez minutos. En total, se produjeron 1720 antorchas.

### Recorrido

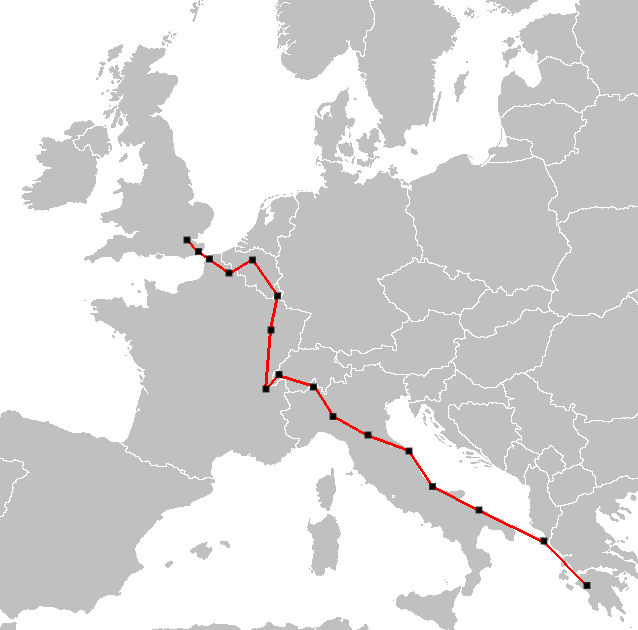
Recorrido de la antorcha olímpica.

El comité organizador fue el encargado del diseño de la ruta y las negociaciones con los países involucrados, mientras que un subgrupo encabezado por F. W. Collins se hizo cargo de los detalles más específicos. Según el comité, se optó por la ruta más directa de Grecia a Inglaterra, lo que implicaba el paso de la antorcha por otros países como Italia, Suiza y Francia. Sin embargo, también se acordó que atravesara Luxemburgo y Bélgica. Aunque en un inicio el trayecto griego implicaba 750 kilómetros, se redujo a unos 35 kilómetros por la inestabilidad en el país. En Olimpia, el 17 de julio de 1948, una niña griega, originaria de Pirgos, encendió la llama olímpica en una ceremonia que incluyó discursos de personajes como Sigfrid Edström, presidente del Comité Olímpico Internacional. El primer relevista, Konstantinos Dimitrelis —soldado del Ejército Griego— se retiró su uniforme y apartó su arma antes de encender su antorcha e iniciar el recorrido en lo que, de acuerdo con el comité organizador, representó la tregua olímpica de los Juegos Olímpicos en la Antigüedad.
Ante la falta de seguridad que representaba una ruta hacia Atenas, se siguió un trayecto corto hacia la costa griega. Relevistas de ese país trasladaron la llama hasta Katákolo y, posteriormente, el destructor griego Hastings la llevó a la isla de Corfú. En ese lugar se celebró una pequeña ceremonia de bienvenida y un festival. A las 13:30 horas del 18 de julio, abordó el HMS Whitesand Bay, parte de la Flota del Mediterráneo de la Marina Real británica —equipado con una linterna alimentada por butano para asegurar al menos 48 horas para la flama—; horas después, llegó a Bari. Un total de 762 personas portaron la antorcha en su paso por Italia, cada una por alrededor de 1.5 kilómetros; el 23 de julio, a las 22:30 horas pasó a manos suizas en el Puerto del Simplón. En Lausana, se llevó a cabo una ceremonia en la tumba de Pierre de Coubertin. Abandonó Suiza a través de Perly-Certoux e ingresó a Francia en Saint-Julien-en-Genevois y, más tarde, se desvió para pasar por Luxemburgo y Bélgica antes de reingresar a Francia por Lille.
Finalmente, en Calais, el último relevista francés la abordó en el HMS Bicester a las 18:30 del 28 de julio. El mismo día, poco menos de dos horas después, llegó a Dover y, luego de pasar por varias ciudades británicas, arribó al Estado Imperial con treinta segundos de retraso el 29 de julio, durante la ceremonia de apertura de los Juegos Olímpicos. El 1 de agosto, el presidente del comité organizador, David Burghley, encendió una nueva antorcha con la llama olímpica e inició una segunda parte del recorrido que finalizó en Torquay, sede de las pruebas de vela y donde se mantuvo encendido otro pebetero. En suma, el recorrido constó de 3160 kilómetros, divididos en 1531 fases, y se emplearon 1688 antorchas.
Fuera de Grecia, las poblaciones visitadas por la Llama Olímpica fueron las siguientes:
| Nación                  | Poblaciones |
| ----------------------- | --- |
| Italia                  | Bari, Foggia, Pescara, Ancona, Rimini, Bolonia, Parma, Piacenza, Milán, Domodossola, the Paso del Simplón.                                  |
| Suiza                   | Brig, Martigny, Montreux, Lausana, Ginebra, Perly.                                                                                          |
| Francia                 | St. Julien en Genevois, Belgarde, Nantua, Lons-le-Saulnier, Poligny, Besancon, Vesoul, Epinal, Nancy, Metz, Thionville, Evrange.            |
| Luxemburgo              | Frisange, Esch, Ciudad de Luxemburgo, Ettelbruck, Wiltz.                                                                                    |
| Bélgica                 | Bras, Bastogne, Marche, Namur, Bruselas, Renaix, Tournai, Hertain.                                                                          |
| Francia                 | Lille, Armentieres, St. Omer, Calais. |
| Inglaterra, Reino Unido | Dover, Canterbury, Charing, Maidstone, Westerham, Redhill, Reigate, Dorking, Guildford, Bagshot, Ascot, Windsor, Slough, Uxbridge, Londres. |

## Legado
De acuerdo con los organizadores, el objetivo del relevo era «capturar la imaginación del público y el espíritu de la antorcha olímpica». El desarrollo y diseño del recorrido se acopló a la austeridad y falta de recursos, además se mantuvo dentro de la vecindad de Reino Unido. Woodward (2012) plantea que «se situó dentro del contexto de reiteración y reconstrucción de la unidad europea luego de la devastación de un continente destrozado por la Segunda Guerra Mundial y todavía en agitación». Por su parte, Beck (2008) asegura que, entre otras cosas, la aportación de los navíos HMS Whitesand Bay y HMS Bicester para el recorrido ejemplifica el «interés activo» e involucramiento que tomó el gobierno británico en la organización del evento olímpico. Además, sostiene que «el recorrido de la antorcha capturó la imaginación de muchos británicos y, de hecho, tocó a quienes viven en una amplia franja del sur de Inglaterra, desde Dover hasta Torquay». Después de Londres 1948, «cada uno de los Juegos Olímpicos subsiguientes han seguido la tradición del relevo de la antorcha olímpica como preludio de la ceremonia de apertura».